# チョ・ミンギ
チョ・ミンギ（趙珉基、趙敏基、朝鮮語: 조민기、1965年11月5日 - 2018年3月9日）は、大韓民国の俳優、写真作家。

## 略歴
1982年に、劇団「新協」の団員として、演劇俳優デビューを果たす。1991年に、映画『死の賛美』の助演俳優として、映画デビューした。1993年に、MBC22期の公開採用タレントとして、正式にデビュー。その後は演技派俳優としてドラマ、映画などで活躍する。
2005年、写真作家として活動を始め、多くのグループ展やアートフェアに出展。さらに、フォトエッセーも発刊するなど活動の幅を広げる。
2001年から清州大学校演劇学科で兼任教授として講義をし、2010年3月からは正式に助教授として採用され、2015年には副教授として在籍。
2018年2月20日、清州大学校の匿名掲示板に、ある学生がセクハラの事実を暴露する文章が掲載されるが、事実無根だと否定する。翌日、被害を訴える学生たちの暴露が相次ぎ、大学でのセクハラ疑惑について警察が捜査に着手したことを受け、ドラマ「小さな神の子どもたち」を降板した。その後の調べで、2017年10月、教育部から国民意見箱に寄せられた教員による学生へのセクハラに対する苦情があったことを受けて、2017年11月から授業に入らず、清州大学側に辞表を提出したが、これを大学側は受理せず、12月26日委員会を開いて調査した結果、その内容が事実であることが確認できたため、2018年1月、停職3か月の処分を受けた。
2018年2月26日、所属事務所WILLエンターテインメントが専属契約を解除したことを公式発表した。翌日、前所属事務所を通して、公式謝罪文を発表した。
2018年2月28日、大学側へ辞職届を提出し、依願免職となる。
2018年3月6日、忠北地方警察庁はわいせつ行為の容疑で12日に召喚調査を受ける方針だと明らかにした。約20人のセクハラ被害陳述を確保し、彼に対し出国禁止措置を下している。
2018年3月9日午前、外出中だった妻に「風にあたってくる」というメッセージを送った後、連絡が取れなくなった妻は、地下駐車場内にある倉庫の鍵が2個のうち1個なくなっていることに気付く。午後4時5分頃、ソウル特別市広津区の自宅マンションの地下1階倉庫で、首を吊った状態で夫人が発見した。午後5時頃、救急車で建国大病院に到着した時には既に亡くなっていた。亡くなった場所から遺書が見つかり、自殺と断定した。

## 出演

### テレビドラマ
- われらの天国（1990年-1994年、MBC）
- ジャズ age～忘れられた世代～（1995年、SBS） - チョン・バダ役
- 恋にめばえて（1998年、SBS） - パク・ヒョンギ役
- 天使のキス（1998年-1999年、KBS） - イ・ムッコン役
- クァンキ（1999年-2000年、KBS） - キム・ナムジン役
- コッチ（2000年、KBS） - ソン・ジュンテ役
- オンダルの王子たち（2000年-2001年、MBC） - ヨ・シウ役
- ピアノ（2001年-2002年、SBS）
- 止まらぬ愛（2002年、KBS） - ハン・ジョンファン役
- 黄色いハンカチ（2003年、KBS） - チョン・ヨンジュン役
- 不滅の李舜臣（2004年-2005年、KBS） - 宣祖（ソンジョ）役
- 愛と野望（2006年、SBS） - パク・テジュン役
- イルジメ〜一枝梅（2008年、SBS） - イ・ウォノ役
- エデンの東（2008年-2009年、MBC） - シン・テファン役
- 善徳女王（2009年、MBC） - 真平王役
- 妻が帰ってきた（2009年-2010年、SBS） - ユン・サンウ役
- ドクターチャンプ（2010年、SBS） - ソ教授 役
- 欲望の炎（2010年-2011年、MBC） - キム・ヨンミン役
- 私も花!（2011年、MBC） - バク・テファ役
- 蒼のピアニスト（2012年、SBS） - ユ・マンセ役
- 大風水（2012年-2013年、SBS） - イ・イニム役
- TWO WEEKS（2013年、MBC） - ムン・イルソク役
- 黄金の虹（2013年-2014年、MBC） - ソ・ジンギ役
- 華政（2015年、MBC） - キム・ジャジョム役
- オレンジ・マーマレード （2015年、KBS） - チョン・ビョングォ役
- 麗＜レイ＞～花萌ゆる8人の皇子たち～（2016年、SBS） - ワン・ゴン、太祖（テジョ）役

### 映画
- 死の賛美（1991年）
- 白痴恋人（1992年）
- 初恋（1993年）
- 愛したい女、結婚したい女（1993年）
- 男の香り（1998年）
- ファースト・キス（1998年）
- このまま死ねるか！（2005年）
- 解剖学教室（2007年）
- ファイヤー・ブラスト 恋に落ちた消防士（2012年）
- 弁護人（2013年）
- 薬売り（2015年）

### 演劇
- 涙の女王（1998年）
- 美しい死因（1999年）
- 三人姉妹（2004年）
- 桜の園（2004年）
- かもめ（2004年）
- ピローマン（2007年）
- 夏と煙（2007年）
- 山火事（2011年）